# 큰섬 (라선)
큰섬(영어: Kun-som)은  조선민주주의인민공화국 라선시 선봉구역 소속의 두만강의 섬이다.

## 지리

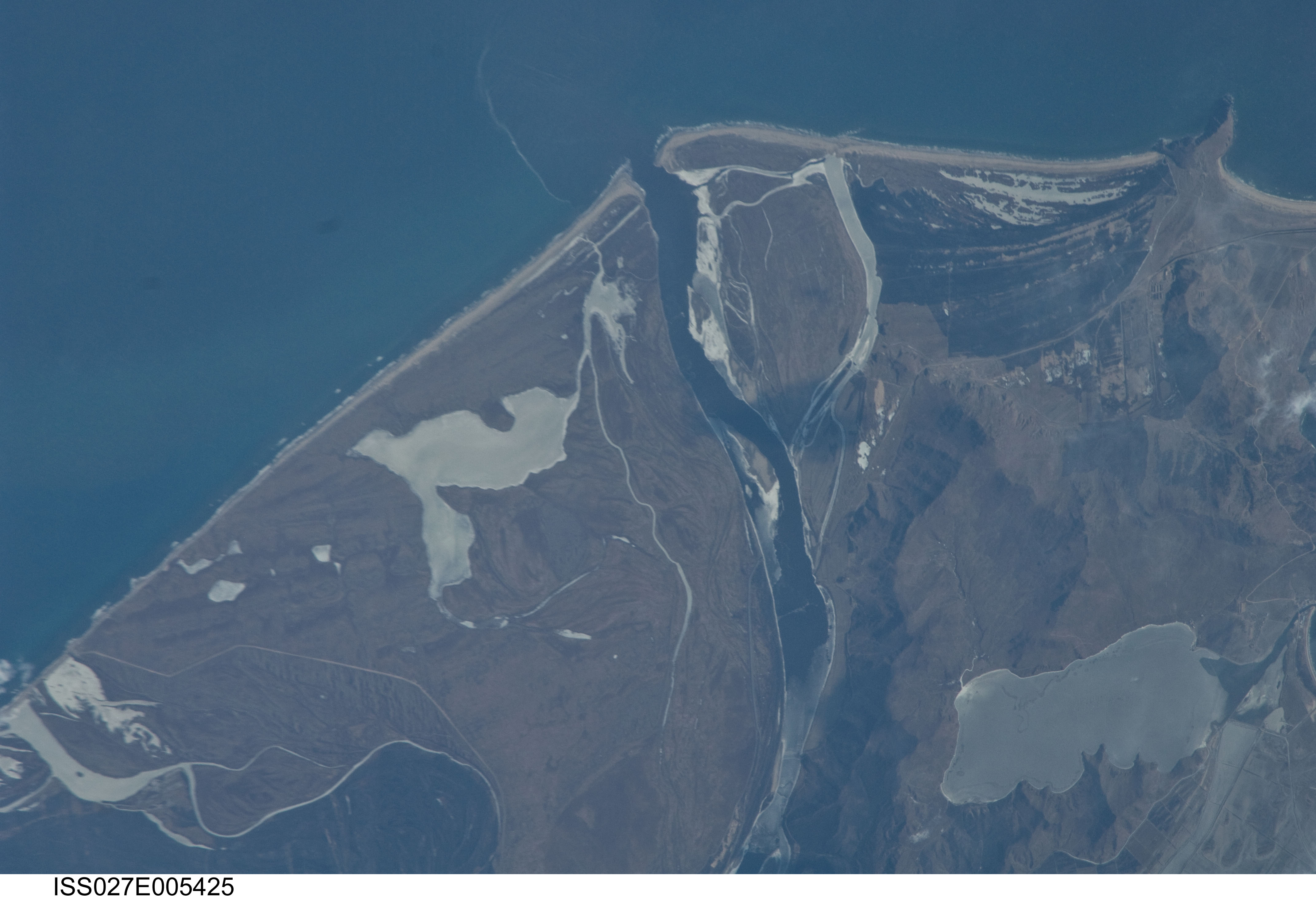
러시아에서 본 큰섬의 항공사진

해방 당시 행정구역은 함경북도 나진시 우암리였다. 현재 라선시 선봉구역의 아래에 있으며, 러시아 프리모르스키 변경주 하산과 인접한 국경 지역 중 하나다. 건너편에는 녹둔도였던 곳이 위치한다.
큰섬 근처에는 크고 작은 섬이 4개~5개 정도 존재한다.
한때 러시아의 영토로 잘못 알려져 있어 민간단체 독도본부에서 이를 정정하라는 요구를 하여 정정한 적도 있었다.